# Boophis boehmei
Boophis boehmei is een kikker uit de familie gouden kikkers (Mantellidae). De soort werd voor het eerst wetenschappelijk beschreven door Frank Glaw en Miguel Vences in 1992. De soort behoort tot het geslacht Boophis. De soortaanduiding boehmei is een eerbetoon aan Wolfgang Böhme.

## Leefgebied
De kikker is endemisch in Madagaskar. De soort komt voor in het oosten van het eiland en leeft op een hoogte van 400 tot 1500 meter boven zeeniveau. De soort komt ook voor in nationaal park Andasibe Mantadia.

## Beschrijving
Mannetjes hebben een lengte van 25 tot 30 millimeter en de vrouwtjes zijn langer, waarschijnlijk rond de 35 millimeter. De rug is bruin met zwarte vlekjes. De zijkanten hebben een witte streep en de buik is crèmekleurig.